# Liste des députés de la VIIIe législature de la Troisième République française

Cette liste recense les personnes qui ont assuré un mandat de député au cours de la VIIIe législature de la IIIe République.
- Haut – A
- B
- C
- D
- E
- F
- G
- H
- I
- J
- K
- L
- M
- N
- O
- P
- Q
- R
- S
- T
- U
- V
- W
- X
- Y
- Z

## A
- Émile Abel-Bernard
- Achille Adam
- Maurice Ajam
- François Albert-Le-Roy
- Gaétan Albert-Poulain
- Émile Aldy
- Maurice Allard
- Thierry d'Alsace d'Hénin
- Laurent Amodru
- Prosper Ancel-Seitz
- Édouard Andrieu
- Anthime Pierre Louis Ménard
- François Arago
- Gaston Arbouin
- Edmond Archdeacon
- Emmanuel Arène
- Jean-Baptiste Argeliès
- Louis Armez
- Pierre-Marc Arnal
- Placide Astier
- Ange-Gaétan Astima
- Joseph Auber
- Alain Albert Leret d'Aubigny
- Charles Albert Aubry
- Jean-Honoré Audiffred
- Georges Audiguier
- Jules Auffray
- Victor Augagneur
- Justin Augé
- Joanny Augé
- Victor Authier
- Édouard Aynard

## B
- Antoine, Pierre, Alfred, François Babaud-Lacroze
- François Bachimont
- Henry, Marius Bagnol
- Marc, François, Eugène Balandreau
- André, Paul, Lucien Balitrand
- André, Antoine, Marie, Pierre Ballande
- Alfred, Alexandre Bansard des Bois
- Charles de Barbançois
- Jules Baron
- Gabriel, Charles, Esprit Baron
- Théodore, Charles Barrois
- Louis Barthou
- Edmond Bartissol
- Emile, Joseph Basly
- Adrien, Pierre, Rémy Bastid
- Louis, Alexandre Baudet
- Charles, Joseph Baudet
- Pierre, Julien, Joseph Baudin
- Auguste, Théodore Baudon
- Léon, Armand, Charles de Baudry d'Asson
- Charles Beauquier
- Paul, Victor Beauregard
- Georges de Beauregard
- Émile Begey
- Henri Béharelle
- Joseph, Hippolyte Bellier
- Jean-Baptiste Bénézech
- Albert, Victor, Marie de Benoist
- Charles, Augustin Benoist dit Charles-Benoist
- Jean, Eugène, Omer Bepmale
- Alexandre, Octave Bérard
- Georges, Paul, Louis Berger
- Georges, Jean-Baptiste, Marie Berry
- Paul Bersez
- Maurice, Henry Berteaux
- Léon Berthet
- Georges, Pierre, Louis, Félix Berthoulat
- Paul, Charles, Alfred Bertrand
- Lucien, Joseph Bertrand
- Pierre Bichon
- Amédée, Pierre, Léonard Bienaimé
- Jean-Baptiste Bienvenu-Martin
- Paul, Emile Bignon
- Maurice, Charles, Henri Binder
- Raphaël, Louis Bischoffsheim
- Eugène, Jean, Jacques Bizot
- Guy de Salvaing de Boissieu
- Laurent, Marie, Benoît Bonnevay
- Auguste, Charles Bonte
- Pierre-Gabriel, Edouard Bonvalot
- Antoine Bony-Cisternes
- Ernest, Pierre Borgnet
- Charles, Marie, Joseph Borne
- Charles, François, Antoine Bos
- Henry, Hippolyte, Paul Boucher
- Georges, Jacques, Pierre Bouctot
- Laurent Bougère
- Ferdinand Bougère
- Auguste, Marie Bougon
- Jean-Baptiste Bouhey-Allex
- Paul, Elisée Bourely
- Paul, Antoine, Charles Bourgeois
- Léon, Victor, Auguste Bourgeois
- Charles Bourlon de Rouvre
- Jean, Michel, Justin Bourrat
- Charles, Ernest, Gérard Aubourg de Boury
- Jean-Baptiste, Alexandre Boutard
- Jean Bouveri
- Antoine, Jean-Baptiste, dit Antide Boyer
- Paul, Honoré, Paul Bozonet
- Ernest, Jean, François-Xavier Braud
- Jules-Louis Breton
- Aristide Briand
- René, Joseph Brice
- Damas, Dominique, Jules Brice
- Louis, Eugène, Henri Brindeau
- Joseph, André, Paul, Benjamin Brisson
- Henri, Eugène Brisson
- Louis, Alphonse, Victor de Broglie
- Fernand, Jean, Alexis Brun
- Jules Brunard
- Louis Brunet
- Ferdinand, Edouard Buisson
- Etienne, Eugène Bussière
- Louis, Antoine, Marie Buyat

## E
- Évrard Éliez-Évrard
- Christian, Marie, Alphonse Daliney d'Elva
- César, Constantin Empereur
- Fernand Engerand
- Georges Ermant
- Frédéric Escanyé
- Paul d'Estournelles de Constant
- Eugène Etienne
- Frédéric Euzière

## F
- Léopold, Guillaume, Marie Fabre
- Auguste, Gabriel Failliot
- Firmin Faure
- Maurice Faure dit Maurice-Faure
- Émile Favre
- Augustin, Cyrille Féron
- Prosper Ferrero
- Marie, Paul, Henry Ferrette
- Adolphe Ferrier
- Alphonse Fiquet
- Joseph Fitte
- Étienne Flandin
- Ernest Flandin
- Maurice Flayelle
- Henry Fleury-Ravarin
- Emile, Léopold Flourens
- Raymond de Fontaines
- Dominique Forcioli
- François Forest
- Victor Fort
- Ernest Fouché
- Achille Fould
- Louis, Camille Fouquet
- François Fournier
- Charles Fruchier

## G
- Thadée Gabrielli
- Jules Gacon
- Édouard Gaffier
- Hyacinthe de Gailhard-Bancel
- Jules Gaillard
- Jules Galot
- Gaston Galpin
- Léon Galy-Gasparrou
- Frédéric Garnier
- Albert Gauthier de Clagny
- Léon Gautier
- Eusèbe Gauvin
- Antoine Gavini
- Hippolyte Gayraud
- Ernest Gellé
- Eugène Genet
- Hippolyte Gentil
- Georges Géo-Gérald
- Maurice Gérard
- Edmond Gérard
- Alfred Léon Gérault-Richard
- Auguste Gervais
- Ludovic Gervaize
- Gaston Gerville-Réache
- Jules Gévelot
- Marius Giacobbi
- Charles Ginoux-Defermon
- Louis Girod
- Frédéric Godet
- Joseph de Gontaut-Biron
- Claude Goujat
- Julien Goujon
- Alphonse Gourd
- Paul Gouzy
- Georges de Grandmaison
- Antoine Gras
- René Grosdidier
- Georges Grosjean
- Henri Groussau
- Paschal Grousset
- Léon Guichenné
- Pierre-Paul Guieysse
- Florent Guillain
- Jean Guilloteaux
- Ernest Guingand
- Jean Guyot de Villeneuve
- Edmond Guyot-Dessaigne

## H
- Maurice de Poulpiquet du Halgouët
- Morrochco Harriague-Saint-Martin
- Charles Haudricourt
- Ariste Hémard
- Louis Hémon
- Louis Henrique-Duluc
- Hippolyte Herbet
- Armand Louis Holtz
- Gustave-Adolphe Hubbard
- Lucien Hubert
- Pierre Hugon
- François Hugues
- Clovis, Hubert Hugues

## I
- Louis d'Iriart d'Etchepare
- Louis-Édouard Isambard
- Auguste Isnard
- François Joseph Isoard

## J
- Albert Jacquemin
- Armand Jacquey
- Jules Jaluzot
- Léon Augustin Janet
- Jean Jaurès
- Jules Jeanneney
- Alexandre Jehanin
- Auguste Jonnart
- Louis Jourdan
- Jean Judet
- François-Henri Jumel

## K
- Louis-Lucien Klotz
- Camille Krantz
- Philippe Krauss

## L
- Tanneguy Le Bœuf d'Osmoy

## O
- Louis Félix Ollivier
- Gustave Cuneo d'Ornano
- Joseph Ory
- Frédéric Ozun

## Q
- Louis Quesnel
- Gustave Quilbeuf

## T
- Henri, André, Joseph Tailliandier
- Jean Tavé
- Henri Tenting
- Ferdinand Théron
- Joseph, Marie, Philippe Thierry
- Léon Tivrier dit Thivrier
- Gaston, Arnold, Marie Thomson
- Alfred Tiphaine
- Charles, Benjamin Torchut
- Jules Tourgnol
- Henri, Marie, Léon, Joseph Tournade
- Albert Tournier
- Gustave Trannoy
- Georges, Marie, Denis, Gabriel Trouillot
- César, Joseph Trouin
- Albert, Paul Truy
- Jean, Placide Turigny

## U
- Henri Ursleur

## V
- Henri Vacherie
- Édouard Vaillant
- Georges, François, Edmond Vallée
- Albert, Julien, Auguste Vazeille
- Adrien Veber
- Paul Vialis
- Romain Videau
- Octave Vigne
- Paul, Etienne Vigné dit Vigné d'Octon
- Louis Vigouroux
- Jean Villault-Duchesnois
- Pierre, Alphonse Ville
- Eugène Villejean
- François-Émile Villiers
- Maurice Viollette
- Henri Vion
- Louis Vival
- Félix Vogeli

## W
- Albert Walter

## Z
- Alexandre Zévaès